# سامانه خدمات انتخابی
سامانه خدمات انتخابی (انگلیسی: Selective Service System)(SSS) یک سازمان مستقل از دولت ایالات متحده است که اطلاعات مربوط به افرادی را که احتمالاً مشمول خدمت سربازی می‌شوند (به عنوان مثال پیش نویس) نگهداری می‌کند. طبق قانون تمام شهروندان مرد آمریکا (و مردان غیر شهروند مهاجر) که بین ۱۸ تا ۲۵ سال سن دارند باید ۳۰ روز بعد از تولد ۱۸ سالگی خود را ثبت نام کنند.و هرگونه تغییر در اطلاعاتی که در کارت‌های ثبت نام خود ارائه داده‌اند، مانند تغییر آدرس، را باید در هر ده روز به سرویس انتخابی اطلاع دهند.
ثبت نام در سامانه خدمات انتخابی برای برنامه‌ها و مزایای مختلف فدرال، از جمله درخواست رایگان کمک دانشجویی فدرال (FAFSA)، وام‌های دانشجویی و کمک هزینه‌های تحصیلی، آموزش شغل، اشتغال فدرال و دریافت تابعت لازم است.
سامانه خدمات انتخابی نام کلیه ثبت نام کنندگان را در برنامه مشترک تحقیقات و بازاریابی تبلیغات (JAMRS) جهت گنجاندن در پایگاه استخدام کارکنان تلفیقی JAMRS ارائه می‌دهد. این اسامی برای استخدام به صورت سه‌ماهه در سرویس‌ها توزیع می‌شود.